# Actinocladum
Actinocladum je monotipskii rod trava iz potporodice bambusovaca. Jedini je predstavnik A. verticillatum iz Brazila i Bolivije.